# Lasiopogon fourcatensis
Lasiopogon fourcatensis là một loài ruồi trong họ Asilidae. Lasiopogon fourcatensis được Timon-David miêu tả năm 1950. Loài này phân bố ở vùng Cổ Bắc giới.